# Njogu Demba-Nyrén
Njogu Demba, född 26 juni 1979 i Banjul i Gambia, är en svensk-gambisk fotbollsspelare. Njogu är uppvuxen i Norslund i Falun.
Demba-Nyrén kom till Sverige som ung och fostrades i faluklubbarna Slätta SK och Falu BS. I början av 2000-talet spelade han två säsonger i Allsvenska Häcken innan han blev proffs i Grekiska P.A.S. Giannina. Säsongen efter bytte hans tränare klubb och tog med sig Demba-Nyrén till Aris FC där han gjorde 12 mål på 22 matcher. Han gick under smeknamnet "Nirén" i Grekland. Säsongerna efter präglades av skador och dålig form. Efter ett misslyckat äventyr i Bulgarien, värvades han av den grekiska storklubben Panathinaikos. Där lyckades han dock aldrig slå igenom och i mitten av 2005 hamnade han i Esbjerg fB. År 2009 gick han till den danska klubben OB.
Demba-Nyrén väntade länge på chansen i det svenska landslaget, men när den aldrig dök upp valde han till sist att spela för Gambias landslag. Debuten skedde mot Algeriet den 6 oktober 2006.
I augusti 2013 valde Njogu att skriva på division 1-klubben Dalkurd FF efter att ha lämnat superettanklubben IK Brage.
2014 spelade Njogu för Falu FK.
Den 4 juni 2015 skrev han på ett provspelskontrakt med den gotländska division 3-klubben Dalhem IF. Han gjorde fem mål för klubben i division 3 Södra Svealand 2015, varav ett hattrick den 22 augusti 2015 i en 4–2-seger över Älta IF.
I januari 2016 inledde Demba-Nyrén sin tränarkarriär i division 4-klubben Bullermyrens IK i Borlänge.